# Kornyn
Kornyn (en ukrainien : Корнин) ou Kornine (en russe : Корнин) est une commune urbaine de l'oblast de Jytomyr, en Ukraine. Sa population s'élevait à 2 339 habitants en 2013.

## Géographie
Kornyn est arrosée par la rivière Irpine, un affluent du Dniepr, qui forme un réservoir à l'ouest de l'agglomération. Elle se trouve à 14 km au nord de Popilnia, à 66 km au sud-est de Jytomyr et à 84 km au sud-ouest de Kiev.

## Histoire
Kornyn été fondée en 1550 et a le statut de commune urbaine depuis 1938.

## Population
Recensements (*) ou estimations de la population :
| 1959* | 1970* | 1979* | 1989* | 2001* |
| ----- | ----- | ----- | ----- | ----- |
| 4 733 | 3 927 | 3 831 | 2 930 | 2 708 |

| 2009  | 2010  | 2011  | 2012  | 2013  |
| ----- | ----- | ----- | ----- | ----- |
| 2 500 | 2 430 | 2 407 | 2 371 | 2 339 |

## Transports
Par la route, Kornyn se trouve à 22 km de Popilnia, à 99 km de Jytomyr. La gare ferroviaire de Kornyn se trouve au sud de l'agglomération.